# Encyclopédie ou Dictionnaire raisonné des sciences, des arts et des métiers
La Encyclopédie, ou Dictionnaire raisonné des sciences, des arts et des métiers (Enciclopedia, o Diccionario razonado de las ciencias, las artes y los oficios) es una enciclopedia editada entre los años 1751 y 1772 en Francia bajo la dirección de Denis Diderot y Jean le Rond d'Alembert. Se la conoce coloquialmente como la «Enciclopedia de Diderot y d'Alembert». Su propósito fue reunir y difundir, en un texto claro y accesible, los frutos del conocimiento y del saber acumulados hasta entonces a la luz de la razón. De esta manera, expone la ideología laicista, pragmática, materialista y burguesa de la Ilustración. Contiene 72.000 artículos de más de 140 colaboradores, entre ellos Voltaire, Jean-Jacques Rousseau, el barón de Holbach o Turgot, por citar algunos.
Se la considera una de las más grandes obras del siglo XVIII, no solo por ser la primera enciclopedia francesa, sino también por contener la síntesis de los principales conocimientos de la época, en un esfuerzo editorial considerable para su tiempo.
Por el saber que contiene, el esfuerzo que representa y por las intenciones que sus autores le asignaron, se convirtió en un símbolo de la plasmación de la Ilustración, un arma política y en el objeto de numerosos enfrentamientos entre los editores, los redactores y representantes de los poderes establecidos, tanto secular como eclesiástico.
La Enciclopedia, o diccionario razonado de las ciencias, artes y oficios constituyó una obra central donde los filosófos ilustrados intentaron compilar los conocimientos de la época.

## Antecedentes
La idea de publicar una enciclopedia en francés nació de la influencia y del éxito editorial en Inglaterra de la Cyclopaedia (Diccionario Universal de las Ciencias y el arte) (1728) de Ephraim Chambers, así como de la publicación del Diccionario de Trévoux (1704-1771) compuesto por los jesuitas. Aunque también es de destacar la existencia de una amplia demanda de los lectores de este tipo de obras. Asimismo, tomaron como base los trabajos de Pierre Bayle con su publicación del Dictionnaire historique et critique en 1697, y de John Harris, con su Lexicon technologicum o Universal Dictionary of the Arts and Sciences en 1704 como libros de consulta anteriores y prefiguraciones de la enciclopedia. 
El editor francés André Le Breton, librero de éxito y especialista en la traducción de obras inglesas, obtuvo en 1745 una licencia para efectuar una traducción al francés de la Cyclopaedia de Ephraim Chambers. Para dirigir el proyecto, Le Breton eligió en principio a John Mills, un inglés residente en Francia, y al abate Jean-Paul de Gua de Malves, pero por diferentes razones, abandonaron el proyecto. En 1747 Le Breton encomendó a Diderot y D’Alembert la elaboración editorial de la Encyclopédie.

## Desarrollo de la publicación

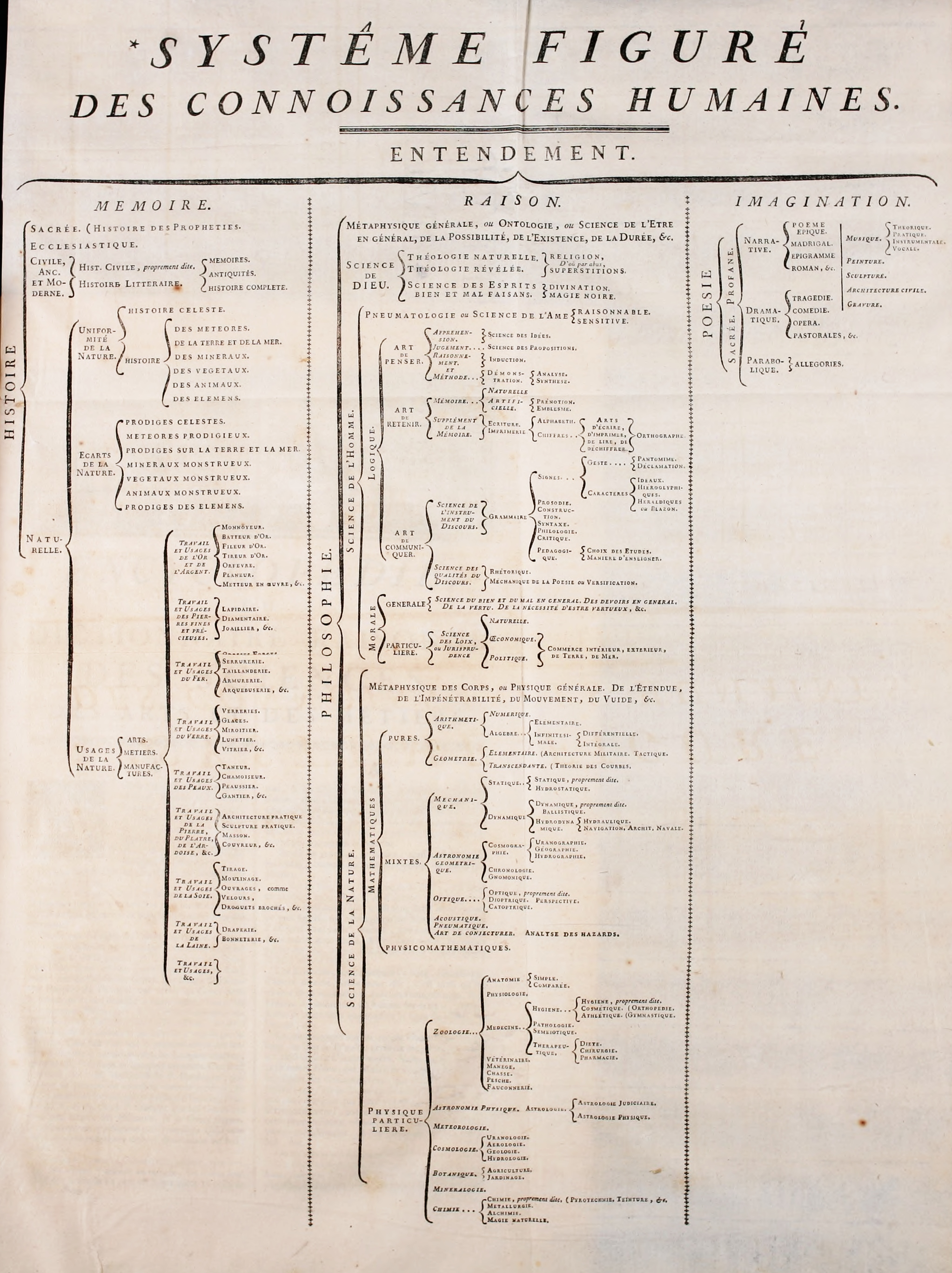
La estructura en la que la enciclopedia organizaba el conocimiento humano. Tenía tres ramas principales: memoria, razón e imaginación.

La incorporación de Diderot y D’Alembert transformó por completo el proyecto, pasando de ser una simple traducción a la creación de una obra de mayor magnitud, de sesgo laico, pragmático, burgués y crítico, destinada a la divulgación de los conocimientos de la época, con trabajos inéditos y numerosas ilustraciones.
Para la ordenación temática y estructural de la enciclopedia, Diderot y D’Alembert se inspiraron en el árbol de los conocimientos humanos de Francis Bacon, expuesta en su obra Novum organum (1620) y también tuvieron en cuenta a Descartes y su Discurso del Método (1637). Los términos identificados en el árbol de conocimientos se ordenan por orden alfabético, de ahí el nombre de diccionario. Además, se añaden reenvíos en cada entrada hacia los términos citados o relacionados.
Entre 1747 y 1750 se llevó a cabo la preparación de la obra. En 1750 se publicó el denominado Prospecto de la Enciclopedia, redactado por Diderot, que ya suscitó polémica con los jesuitas y por fin en 1751 se presentó el primer volumen. Esta publicación provocó una fuerte oposición en algunos sectores de la sociedad francesa y la obra continuó en medio de grandes polémicas. Uno de estos conflictos fue el denominado "Affaire Prades". El abate Jean-Martin de Prades presentó su tesis doctoral en La Sorbona en 1752, una referencia directa al Discurso Preliminar de Diderot. Esto llevó a una serie de problemas tanto para el autor como para el proyecto. En primera instancia se denunció un ateísmo por parte del clérigo, como consecuencia del proyecto editorial. Diderot fue apresado y llevado a la prisión de Vincennes donde pasó cerca de cuatro meses, mientras que Prades se exilió en Berlín. Esto provocaría que el proyecto fuese sancionado en sus dos primeros volúmenes por considerarlos elementos de sedición. Este incidente fue aprovechado por polemistas como Charles Palissot y Jacob-Nicolas Moreau —contrarios a las ideas ilustradas— para generar discrepancia y desprestigiar el proyecto. 
El enorme revuelo causado en el Antiguo Régimen fue debido principalmente al tono de tolerancia religiosa de la obra, ya que la Encyclopédie incluía a pensadores protestantes,  clasificaba la religión como una rama de la filosofía y no como el último recurso del conocimiento y de la moral. 
Desde el comienzo de su publicación, se formaron dos bandos claramente definidos en la sociedad francesa. De un lado, el poder religioso con los jesuitas al frente y con el apoyo del Delfín del Rey y sus allegados y también una parte de la intelectualidad, envidiosa del éxito alcanzado por los enciclopedistas. En el otro lado, se encontraban parte de la corte, con Madame de Pompadour —amante del rey— a la cabeza, el director de la Biblioteca Nacional, Guillaume Malesherbes y una buena parte de los mejores escritores de la época.
La obra fue puesta por la Iglesia católica en el Índice de libros prohibidos en 1759, cuando se habían publicado los primeros siete volúmenes. En ese mismo año se les retiraron a los impresores los permisos del Estado para seguir publicándola y D'Alembert decidió abandonar el proyecto. Ya sin D'Alembert, pero consagrando el pacto propugnado por él, que consideraba la Encyclopédie un proyecto de interés nacional, esta pudo proseguir de forma tácita y muy vigilada hasta completar los 28 volúmenes (once de ilustraciones) de la obra en 1772.
Debido a los problemas con la censura de la Encyclopédie y de otros escritos independientes de sus colaboradores, se produjo un conflicto entre Diderot y D’Alembert, por un lado, y Le Breton, por el otro.

### Volúmenes complementarios y ediciones posteriores
En 1775 Charles Joseph Panckoucke obtuvo los derechos para reeditar la obra. Este editor publicó un total de siete volúmenes de materiales complementarios: en 1776 dos volúmenes de texto, en 1777 otros dos de texto y un tercero de ilustraciones y finalmente un índice completo de la obra que abarcó otros dos volúmenes y que fue elaborado por Pierre Mouchon (Table analytique et raisonnée de l’Encyclopédie ou Dictionnaire raisonné des sciences, des arts et des métiers). Jean-Baptiste-René Robinet fue el editor de estos Suppléments.
Algunos estudiosos incluyen estos siete volúmenes "extra" como parte de la primera edición completa de la Enciclopedia, para hacer un total de 35 volúmenes, a pesar de que no fueron escritos o editados por los autores originales. 
Entre 1782 y 1832, Panckoucke y sus sucesores publicaron una edición expandida del trabajo que llegó a tener 206 volúmenes organizados por materias, la Encyclopédie méthodique. Dicho trabajo, enorme para su tiempo, ocupó mil trabajadores en producción y 2250 contribuidores.
A esta producción se le ha vinculado con una versión apócrifa, Agasse, que se terminó de publicar en 1832.[cita requerida]
Debido al alto precio que costaba cada volumen, su recepción se vio limitada a la aristocracia, la burguesía, el ejército y el clero. Pero eso no impidió que el resto de la población consultara la obra; los formatos en cuartos y octavos permitieron la existencia de un ejemplar en la mayoría de las bibliotecas francesas, principalmente aquellas denominadas cabinet littéraire, clubes de lectura donde los usuarios podían consultar los materiales por una libra y media al mes.

## Elaboración de laEncyclopédie

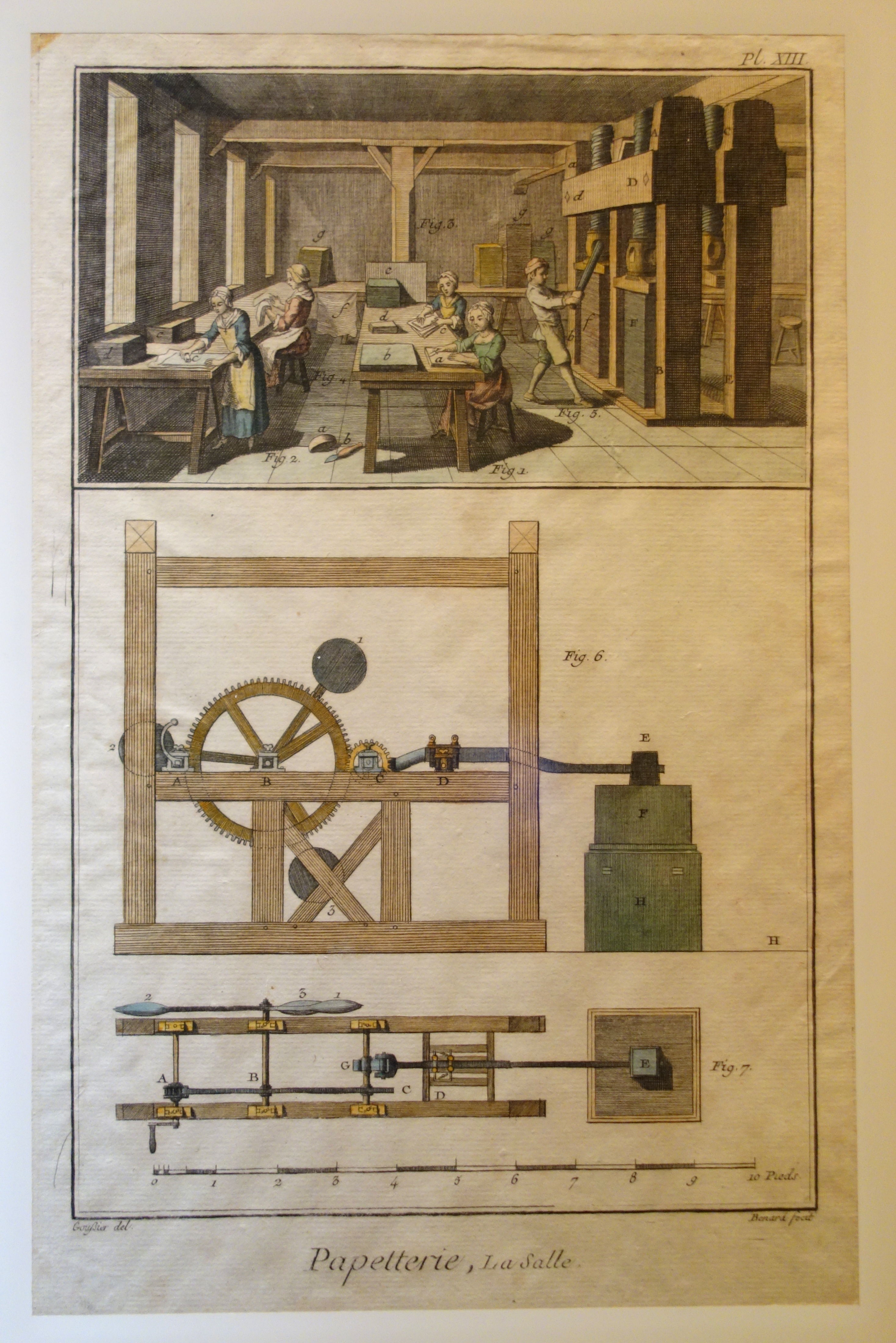
Imprentas durante el Antiguo Régimen

Para la elaboración de los primeros volúmenes se contó con la participación de Le Breton, así como de diversos socios: Antoine-Claude Briasson, Michel-Antoine David y Laurent Durand. Así mismo, también se contó con apoyo de adeptos al proyecto. Por ejemplo Madame D’Epinay, esposa de un arrendador de impuestos o Helvetius, quien tuvo una participación no solo como patrocinador financiero sino como uno de los miembros involucrados en el movimiento enciclopedista. 
Se había calculado como tirada de la primera edición una cifra de 1625 ejemplares, pero las suscripciones sobrepasaron las copias previstas, y tuvo una demanda por más de 4000 ejemplares, casi el triple de lo planeado. 
El primer volumen se publicó en 1751. El tomo 2 un año más tarde. Aproximadamente cada año se fue publicando un volumen adicional, hasta llegar a 7 en 1757. En 1762 aparecieron los dos primeros volúmenes de grabados, pero sin  publicar volúmenes de texto desde 1757. El formato de los primeros 7 volúmenes era en un texto en formato de folio y 2 de láminas, con un costo aproximado de 280 libras por la suscripción. En 1769, Briasson y Diderot tuvieron que enfrentar un proceso judicial iniciado por un suscriptor descontento, Pierre-Joseph Luneau de Boisjermain, quien argumentó que el precio de la obra había excedido con creces lo anunciado por el prospecto de 1750. En efecto, el proyecto inicial era de solo 10 volúmenes, pero llegaron a ser 26 gracias al entusiasmo editor de los enciclopedistas. A consecuencia de ello, los libreros tuvieron que aumentar el precio a 850 libras en lugar de las 280 libras del precio de suscripción original. El largo proceso se extiende hasta 1778 con un fallo del juez a favor de los libreros, tres años después de la muerte de Briasson.
Las imprentas que realizaron las ediciones de la Encyclopédie se encontraban en París; posteriormente pasaron a Ginebra, Lucca y Leghorn. En todas estas ciudades se imprimieron en formato de folio, mientras que en Neuchâtel se comenzaron con la elaboración en formato de cuarto; y en Lausana y Berna, la producción se hizo en formato de octavo. 
Esto generó una competencia entre las ciudades para obtener mano de obra especializada, por ello se dio una serie de deserciones y reclutamientos, hechos que quedaron registrados en la Société typographique de París y Neuchâtel, ciudades donde se registró la mayor demanda de trabajadores.

## Publicación
El trabajo original consta  de 28 volúmenes, con 71 818 artículos y 3129 ilustraciones. Los primeros diecisiete volúmenes fueron publicados entre 1751 y 1765 y los once volúmenes de láminas se terminaron en 1772. Debido a su contenido radical para la época, la Enciclopedia causó mucha controversia en los círculos conservadores, y por iniciativa del Parlamento de París, el Gobierno francés suspendió los privilegios de la Enciclopedia en 1759. A pesar de la suspensión, el trabajo continuó "en secreto", con el apoyo de algunos miembros de la clase alta como Malesherbes y Madame de Pompadour. Las autoridades cerraron los ojos ante la continuidad del trabajo, pensando que su prohibición oficial era suficiente para apaciguar a la iglesia y a otros enemigos del proyecto.
Durante el denominado periodo "secreto", Diderot llevó a cabo una buena obra de subterfugios en la publicación. Así los volúmenes 1 al 7, publicados entre 1751 y 1757, antes de la prohibición, establecen como lugar de publicación París, las ediciones de los volúmenes 8 al 17, que fueron publicados en 1765, mostraban como lugar de publicación la localidad suiza Neuchâtel, donde la edición oficial de la Enciclopedia estaba a salvo de las interferencias de los agentes del estado francés. En particular, los opositores a la Enciclopedia no podían apoderarse en París de las placas de impresión de la Encyclopedia porque esas existían solo en Suiza. Mientras tanto, la producción real de los volúmenes de 8 a 17 fue trasladada a la periferia francesa, especialmente a Suiza.

### Detalle de la publicación
Leyenda:
- T = volumen de texto
- P = volumen de grabados
- S = volumen du suplemento
- B = volumen de tablas

Los enlaces internos aquí llevan a la versión digitalizada en Wikisource, mientras que los enlaces externos llevan a la versión digitalizada en Gallica. Existen también varias versiones digitalizadas de la Encyclopédie

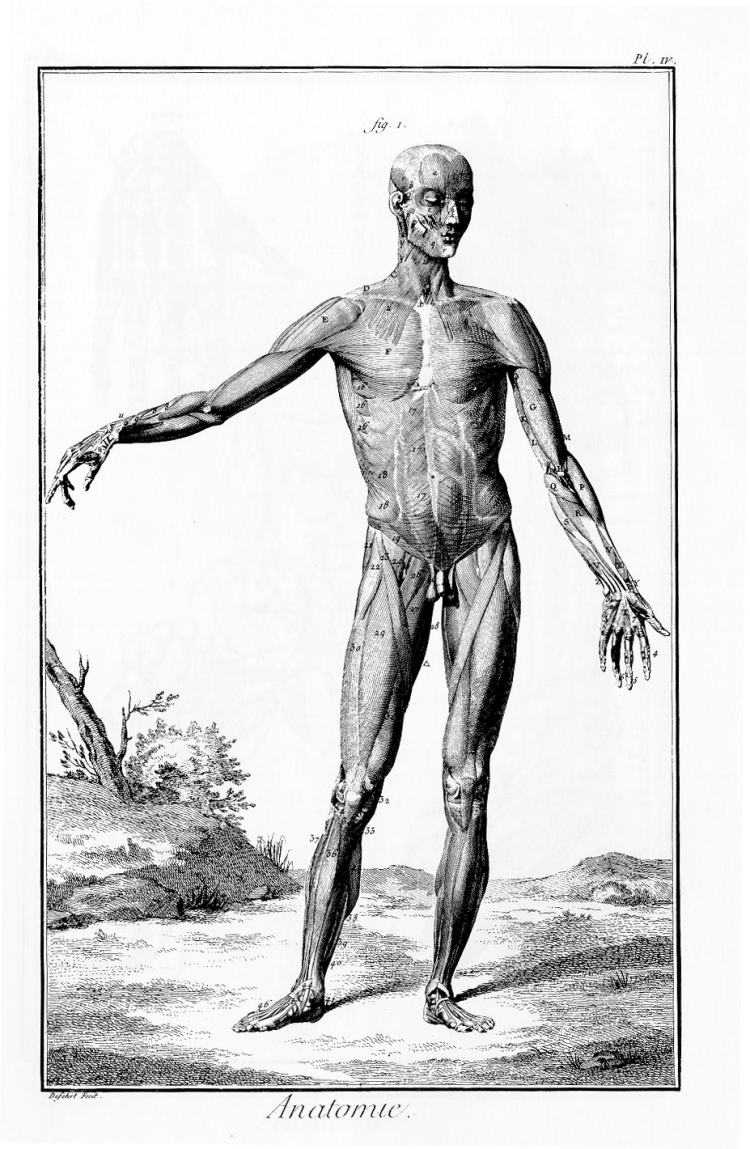
Ilustración sobre Anatomía en la Encyclopédie. Un ejemplo de la calidad de los grabados de esta enciclopedia.

| Tomo         | Fecha de publicación      | Contenido                              |
| ------------ | ------------------------- | -------------------------------------- |
| T 01         | 1751-06                   | A – Azymites                           |
| T 02         | 1752-01 (fechada en 1751) | B – Cézimbra                           |
| T 03         | 1753-10                   | Cha – Consécration                     |
| T 04         | 1754-10                   | Conseil – Dizier, Saint                |
| T 05         | 1755-11                   | Do – Esymnete                          |
| T 06         | 1756-10                   | Et – Fne                               |
| T 07         | 1757-11                   | Foang – Gythium                        |
| T 08         | 1765-12                   | H – Itzehoa                            |
| T 09         | 1765-12                   | Ju – Mamira                            |
| T 10         | 1765-12                   | Mammelle – Myva                        |
| T 11         | 1765-12                   | N – Parkinsone                         |
| T 12         | 1765-12                   | Parlement – Polytric                   |
| T 13         | 1765-12                   | Pomacies – Reggio                      |
| T 14         | 1765-12                   | Reggio – Semyda                        |
| T 15         | 1765-12                   | Sen – Tchupriki                        |
| T 16         | 1765-12                   | Teanum – Vénerie                       |
| T 17         | 1765-12                   | Vénérien – Zzuéné y artículos omitidos |
| P01          | 1762                      |                                        |
| P 02 y P 02b | 1763                      |                                        |
| P 03         | 1765                      |                                        |
| P 04         | 1767                      |                                        |
| P 05         | 1768                      |                                        |
| P 06         | 1769                      |                                        |
| P 07         | 1771                      |                                        |
| P 08         | 1771                      |                                        |
| P 09         | 1772                      |                                        |
| P 10         | 1772                      |                                        |
| S 01         | 1776                      | A – Blom-Krabbe                        |
| S 02         |                           |                                        |
| S 03         |                           |                                        |
| S 04         | 1777                      | Naalol – Zygie                         |

## El espíritu de laEncyclopédie
Wieder afirmó que la Encyclopédie proclamaba «un nuevo concepto de la vida, fundado en la naturaleza y la razón, bajo el signo de la libertad política, de la tolerancia religiosa y de la liberación de las trabas de la metafísica». Sería así, como anunciaba su Prospecto, «un cuadro general de los esfuerzos del espíritu humano en todos los órdenes y durante los siglos».

### Espíritu filosófico
En ese «siglo de las luces», la evolución del pensamiento está ligada con la de las costumbres. Los relatos de viajes incitan a la comparación entre diferentes civilizaciones: la moral y las costumbres aparecen ligadas a un lugar y a un tiempo. Los burgueses llaman a la puerta de la nobleza, se convierten en la nobleza de vestimenta en oposición a la nobleza de la espada. Pero se oponen la lógica del determinismo hereditario y la del libre albedrío. 
Se imponen nuevos valores: la naturaleza, que determina la actividad del hombre, la felicidad terrena, que se convierte en un objetivo, el progreso, mediante el cual cada época se esfuerza en alcanzar mejor la felicidad colectiva. El nuevo espíritu filosófico que se constituye, se basa en el amor por la ciencia, la tolerancia y la felicidad material. Se opone a restricciones como las de la monarquía absoluta o la religión. Lo esencial es ser útil a la colectividad difundiendo un pensamiento crítico, donde la aplicación concreta se impone sobre la teoría, y la actualidad sobre lo eterno.
El ateísmo, que comienza oficialmente en esta sociedad, es denunciado, e incluso castigado con la muerte.

### Espíritu científico
Los métodos experimentales, aplicados a cuestiones filosóficas, llevan al empirismo, según el cual todo conocimiento deriva directa o indirectamente de la experiencia obtenida a través de los sentidos. 
Además, el espíritu científico se expresa por su carácter enciclopédico. El siglo XVIII no se especializa, toca todos los campos: ciencia, filosofía, las artes, política, religión, etc. Se explica la producción de diccionarios y de compilaciones literarias que caracterizan este siglo y de los cuales la Encyclopédie es la obra más representativa.
Se pueden citar como obra relacionadas en cierta manera a  El espíritu de las leyes de Montesquieu (31 libros), la Histoire naturelle de Georges Louis Leclerc, conde de Buffon (36 volúmenes), el Ensayo sobre los orígenes de los conocimientos humanos de Condillac, el Diccionario filosófico de Voltaire (614 artículos).
Bernard le Bouyer de Fontenelle, en Entretiens sur la pluralité des mondes (1686), ya divulgaba esta manera de pensar basada en los hechos, la experiencia y la curiosidad por las innovaciones.

### Espíritu crítico
En cuanto al espíritu crítico, se ejerce principalmente contra las instituciones. Frente a la monarquía absoluta, se prefiere el modelo inglés (monarquía constitucional). La crítica histórica de los textos sagrados ataca la certeza de la fe, el poder del clero y las religiones reveladas. Los filósofos se orientan hacia el deísmo que admite la existencia de un dios sin iglesia. Critican asimismo la persecución de los hugonotes por la monarquía francesa.
La consecuencia positiva de esta crítica es el espíritu de reforma. Los enciclopedistas toman partido por el desarrollo de la instrucción, la utilidad de las letras, la lucha contra la Inquisición y el esclavismo, la valorización de las artes «mecánicas», la igualdad y el derecho natural, el desarrollo económico que aparece como fuente de riqueza y de confort.
Para defender sus ideas, los autores han oscilado entre el tono polémico (véase el artículo Prêtres de Paul Henri Dietrich, Barón de Holbach) y las técnicas de autocensura que consistían en apoyarse en ejemplos históricos precisos. El examen científico de las fuentes les permitía poner en cuestión las ideas legadas del pasado. La abundancia de anotaciones históricas desalentaba a una censura a la búsqueda de ideas subversivas. Algunos enciclopedistas han preferido hacer pasar visiones iconoclastas por artículos aparentemente anodinos. Así, el artículo sobre la capucha es la ocasión para ridiculizar a los monjes.
Incluso si la cantidad a veces ha perjudicado a la calidad, hay que subrayar la singularidad de esta aventura colectiva que fue la Encyclopédie: por primera vez, se describen en igualdad con los saberes nobles todos los otros conocimientos: la panadería, la cuchillería, la calderería, la marroquinería. Esta importancia acordada a la experiencia humana es una de las claves del pensamiento del siglo: la razón se vuelve hacia el ser humano, que es a partir de entonces su fin.

### Espíritu burgués
Para una adecuada comprensión de los textos de la Encyclopédie hay que tener en cuenta que la Encyclopédie fue un producto básicamente de la burguesía, tanto en su origen y elaboración, ya que la mayoría de los escritores y filósofos participantes provenían de este grupo social. Los valores propuestos y que transmitían eran también los valores propios de la burguesía, como en sus destinatarios, puesto que la clientela preferida de la obra fueron los miembros de la burguesía.
El artículo «Refugiados» es un ejemplo perfecto al respecto, valora el trabajo, la riqueza y la industria, con lo que se opone a los valores tradicionales de la nobleza, que ponía por delante los «altos hechos de armas», lo que suponía un rechazo al ejercicio del comercio y la agricultura.
Aun cuando está claro que el «siglo de las luces» hizo grandes aportaciones a la civilización humana, no era gratuito. Voltaire tenía una de las más grandes fortunas del reino y fue uno de los primeros capitalistas franceses. Voltaire, por ejemplo, fue a menudo muy desdeñoso con el «pequeño pueblo», lo que se materializa en que su defensa de las minorías es la defensa de la minoría burguesa frente a la todopoderosa nobleza.

### Voluntad pedagógica
La Encyclopédie supuso un recurso pedagógico de primer nivel para instruir a la ciudadanía con independencia de la enseñanza tradicional que, hasta ese momento, se hallaba íntegramente en manos de la Iglesia. Esta obra constituyó el instrumento deliberado para la transmisión de una «nueva cultura» que rompía con la impuesta desde arriba por la religión y el poder establecidos. Los valores que se divulgan, ya mencionados, se sitúan dentro del ámbito de la cultura humanista.

### Intención universalista
En consecuencia con la ambición racionalista de los enciclopedistas, existe la voluntad de tratar a todos los seres humanos de la misma manera. Este universalismo se refleja en varios aspectos:
- El contenido, que como hemos visto es esencialmente científico y técnico, no va asociado a una perspectiva o ideología particular; es decir, pretende ser objetivo.
- La forma de expresión es clara, directa y accesible a todo el mundo, sin oscuridades. Esta preocupación se refleja en la profusión de ilustraciones, dibujos y planchas, modo de comunicación más directo que el lenguaje verbal.
- El público al que se dirige es, pues, ilimitado. Esta compilación de saberes, oficios y artes no sólo va dirigida a intelectuales y expertos, sino a todo el mundo sin distinción.

En definitiva, se trataba de luchar contra el «proteccionismo del saber»: la apropiación del conocimiento por parte de una élite o clase privilegiada amparada en diversas prohibiciones y un lenguaje esotérico. El objeto último de la empresa enciclopedista es terminar con la desigualdad de base que impide la crítica pública y permite la imposición de un seudosaber. Esta ampliación universal del conocimiento que se persigue facilitará, según sus autores, el cambio y el progreso tanto científico como social.

## Composición de la obra

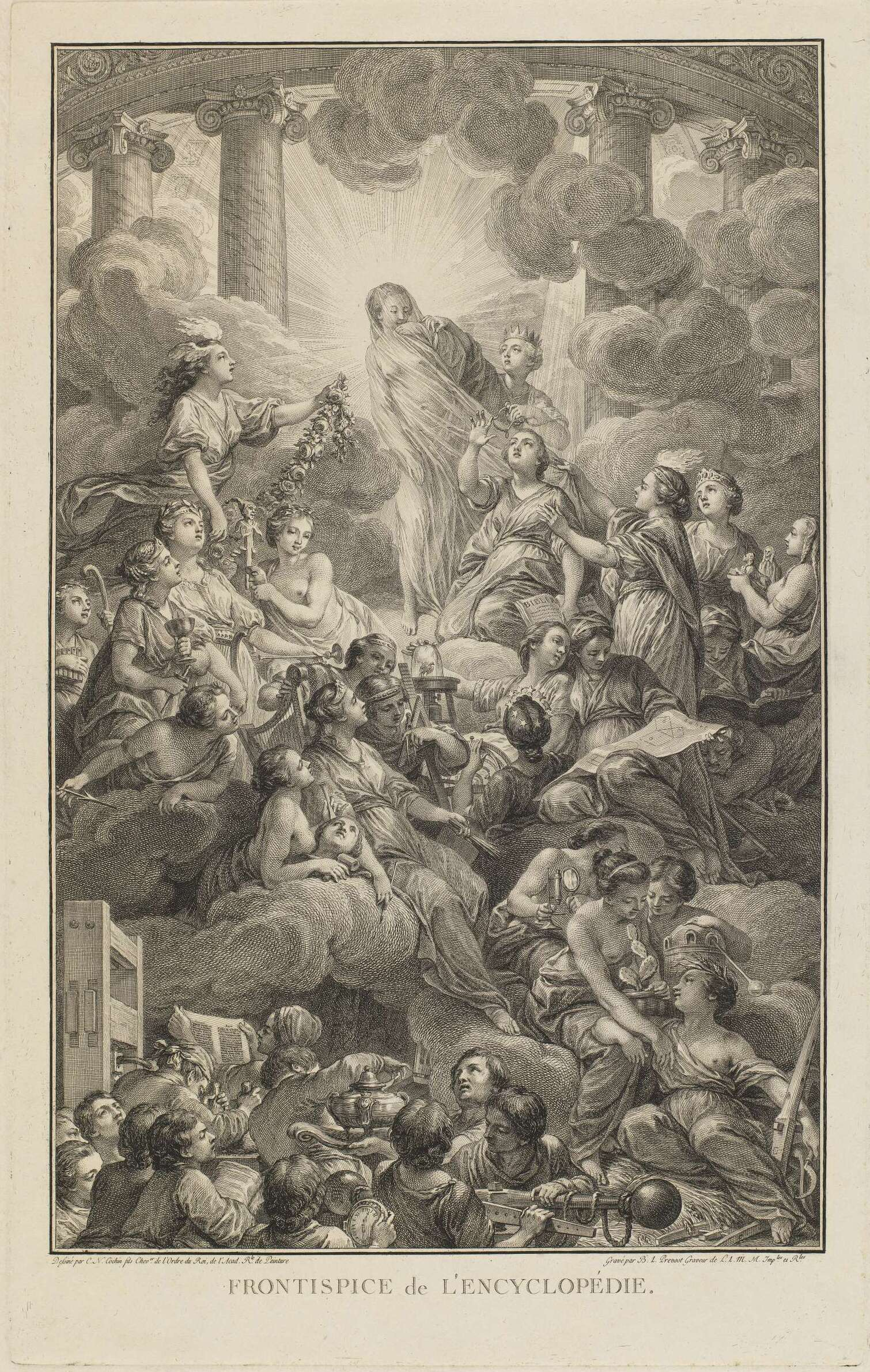
Frontispicio de la Encyclopédie (1772). Fue dibujado por Charles-Nicolas Cochin y grabado por Bonaventure-Louis Prévost. El tema está cargado de simbolismo: la figura del centro representa la verdad, rodeada por una brillante luz (el símbolo central de la iluminación); dos figuras situadas a la derecha, la razón y la filosofía, están rasgando el velo que cubre la verdad.

La obra comprende: 35 volúmenes, publicados de 1751 a 1780. Se subdividen en dos partes correspondientes a los etapas de edición dirigidos por LeBreton y Panckoucke respectivamente. 
- 17 volúmenes de texto (Primera serie publicada entre 1751-1757; tomos I al VII. Segunda serie en 1765, tomos VIII al XVII).
- 11 volúmenes de láminas publicados entre 1762 y 1772.
- Suplemento de cuatro volúmenes de texto, un volumen de láminas y dos volúmenes de índice general, publicado entre 1776-1780. Estos volúmenes fueron editados por Panckoucke.

En total, son 72 999 artículos, que llegaron a abarcar unos 20 millones de palabras, y 2885 ilustraciones. 
Asimismo, se elaboran compendios de artículos de la Encyclopédie. Uno a cargo del abate jesuita Joseph de La Porte en seis volúmenes conteniendo artículos seleccionados por el autor fue el titulado L'Esprit de l'Encyclopédie en 1782.

## Colaboradores
La Encyclopédie fue una obra colectiva no solo derivada del trabajo de Diderot y D'Alembert. La ambición totalizadora de estos representaba un esfuerzo de documentación y de síntesis que no podía ser llevado a cabo por solo unos cuantos individuos aislados. En ella colaboraron 160 personas de las más variadas ocupaciones, como literatos, científicos, artistas, magistrados, teólogos, nobles y artesanos, que fueron conocidos como les encyclopédistes. Diderot en el artículo Enciclopedia de la propia obra describe su colaboración de la siguiente forma: «ocupado cada cual de su parte y unidos solamente por el interés general del género humano y por un sentimiento de recíproca benevolencia». 

### Relación de enciclopedistas destacados
- Jean le Rond d'Alembert — Editor; ciencias, matemáticas, asuntos contemporáneos, filosofía y religión entre otras.
- André Le Breton: fue el único que participó a lo largo de todo el proyecto.
- Daubenton — Historia natural.
- Denis Diderot — Editor principal; economía, artes mecánicas, filosofía, política y religión entre otros.
- Barón D'Holbach — Ciencias (Química y mineralogía), política y religión entre otras.
- Louis de Jaucourt — Economía, literatura, medicina y política entre otras. Fue el enciclopedista que más aportó con 17 266 artículos, lo que significa una media de ocho artículos al día entre los años 1759 y 1765.
- Montesquieu — Parte del artículo «goût» (en español: concepto de gusto).
- François Quesnay — Artículos Granjas y granos.
- Jean-Jacques Rousseau — Música, teoría política.
- Turgot — Economía, etimología, filosofía y física.
- Voltaire — Historia, literatura y filosofía.
- Nicolas Antoine Boulanger — Derecho.
- Charles Marie de La Condamine.
- Jean-François Marmontel.
- Nicolas Lenglet Du Fresnoy.
- Théophile de Bordeu.
- Jean François de Saint-Lambert.
- Théodore Tronchin  — Medicina.
- Charles-Georges Fenouillot de Falbaire de Quingey  — Revisión y corrección de las entradas Insensibilité, Salines de Franche-Comté, Salines de Salins y Salines de Montmorot.
- André Morellet  — Crítica literaria, teología y filosofía.
- Jean-Martin de Prades, abate — Teología. Aportó el artículo bajo el lema Certitude que se publicó en el segundo volumen.
- Claude-Henri Watelet — artículos Estampas, Grabado e Impresión.
- Claude Yvon, abate — Teología. Artículos Alma, Ateo y Dios.
- Paul Joseph Barthez — Medicina.
- Antoine-Gaspard Boucher d'Argis — Derecho.
- André-Jean Boucher d'Argis (hijo de Antoine-Gaspard)  — Derecho.
- Charles de Brosses — Crítica literaria, etimología, lenguas y música.
- Charles Pinot Duclos — Crítica de Arte, Historia.
- César Chesneau Dumarsais— Tratado de los Tropos. Gramática. Elogio sobre sí mismo, aparece en el inicio del tomo VII.